# Институт по информационно, телекомуникационно и медийно право
Институтът по информационно, телекомуникационно и медийно право (на немски: Institut für Informations-, Telekommunikations- und Medienrecht, ITM) в Мюнстер, Германия е научна и образователна организация в рамките на Вестфалския университет.
Занимава се с въпроси от областта на информационното право, по-специално защитата на авторското право и сродните му права, защитата на конфиденциална информация от разгласяване, а също така особеностите на интернет-правото и други правоотношения, възникващи в информационната сфера.
В състава на научния съвет на института влизат 18 доктори от страни от Евросъюза, САЩ и Канада. Много проекти на института се осъществяват по поръчка от Европейската комисия.
ITM смята да предостави възможност и да насърчи интердисциплинарни научноизследователски и образователни дейности, свързани с информационното, телекомуникационното и медийното право. В тази връзка деканатът на института трябва да бъде представляван от 1 професор по гражданско, 1 по наказателно и 1 по публично право.